# BYD C9
BYD C9 to elektryczny autokar, autobus dalekodystansowy akumulatorowy wyprodukowany przez chińskiego producenta samochodów BYD. 

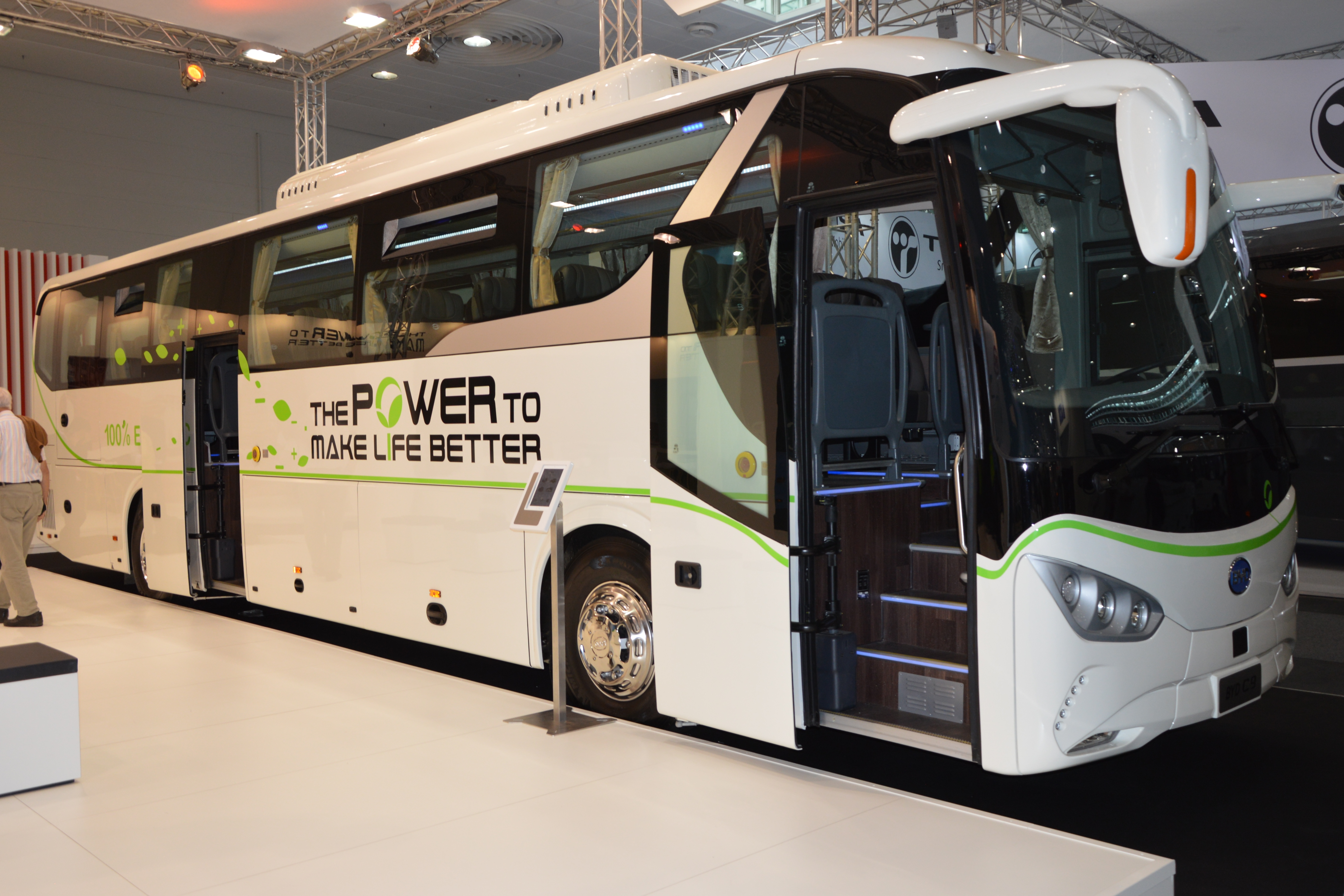

 Według producenta jest to pierwszy elektryczny autobus dalekodystansowy jeżdżący po drogach publicznych.

## Historia
Od 2010 r. BYD Auto, buduje autobusy z napędem elektrycznym. Dzięki BYD ebus firmie udało się w ciągu kilku lat stać się światowym liderem w dziedzinie elektrycznych autobusów autobusowych, również dzięki doświadczeniu macierzystej firmy BYD, największego producenta akumulatorów.
Budowa autobusów akumulatorowych koncentrowała się do 2015 r. wyłącznie na autobusach miejskich używanych w ruchu na krótkich dystansach, przy zwykle obniżonym poziomie komfortu w tych pojazdach. Po prezentacji BYD C9 w styczniu 2015 r. na targach autobusowych UMA Motorcoach EXPO w Nowym Orleanie po raz pierwszy wprowadzono elektryczny autobus turystyczny, który nadaje się również do ruchu miejskiego.
Po raz pierwszy w Europie pojazd zaprezentowano w czerwcu 2016 r. na francuskich targach transportowych. Pierwszym nabywcą był Green Yvelines; kolejna firma autobusowa pod Paryżem, która zamówiła dwanaście pojazdów. Podobnie jak inne duże miasta, Paryż zamierza powstrzymać pojazdy z silnikiem Diesla przed wjazdem do centrum miasta od 2020 r.  W Chinach będzie używanych około 100 pojazdów (na koniec 2016 r.).

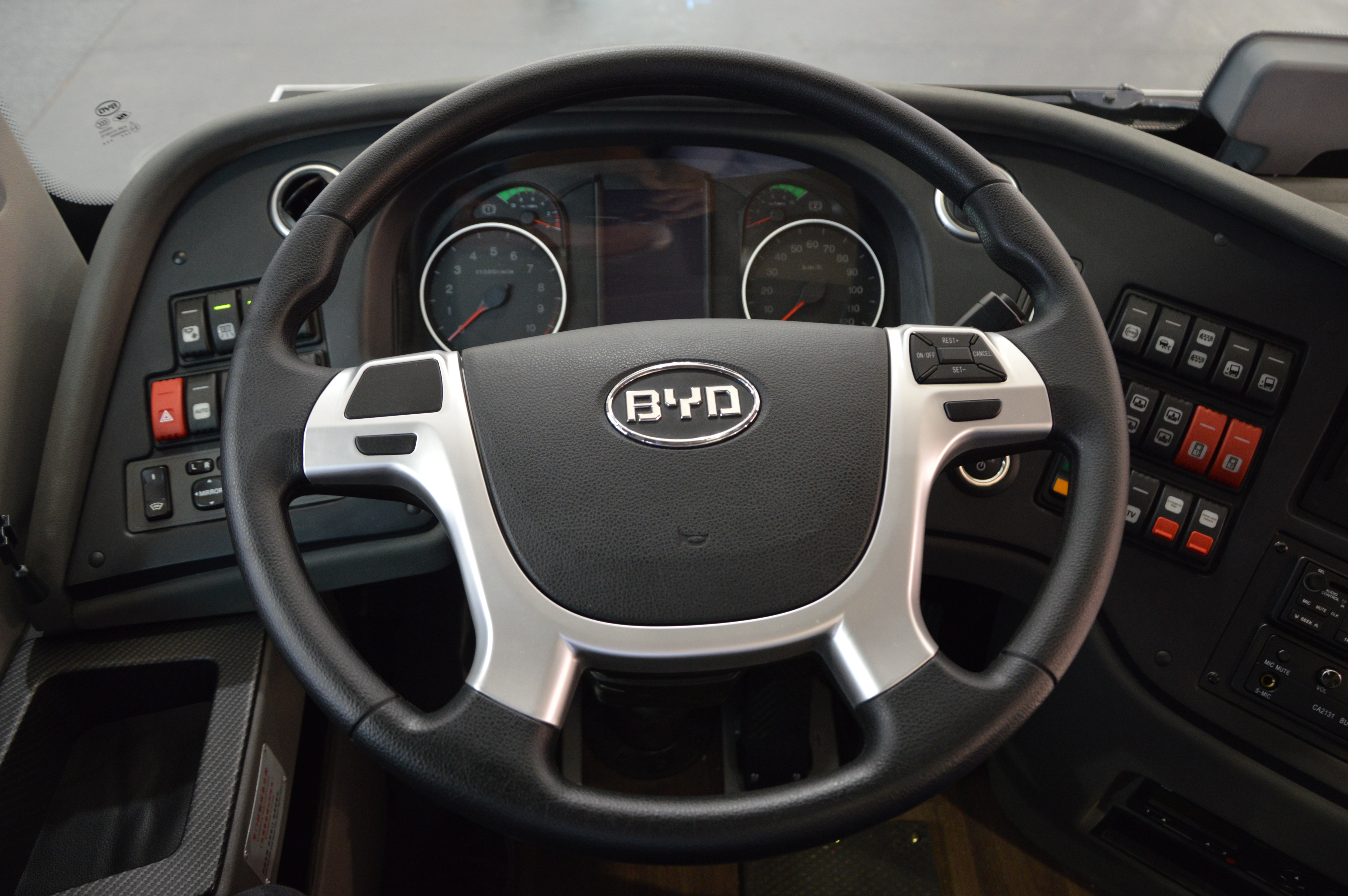
Kierownica i przełączniki autobusu z punktu widzenia kierowcy

Od października 2018 r. Flixbus korzysta z C9 z 40 miejscami na regularnych połączeniach z Frankfurtu do Mannheim przez lotnisko we Frankfurcie i Heidelbergu, gdzie kursuje cztery razy dziennie. Odległość wynosi 115 km; autobus ma zasięg 320 km. Autobus jest ładowany raz lub dwa razy dziennie, a nocą 2 × 40 kW.
W styczniu 2019 BYD C9 był testowany we Francji. C9 kursował dwa razy dziennie na linii 33E między dworcami autobusowymi Beauvais i Compiègne, za pośrednictwem dworca kolejowego, z Clermont, podróż w jedną stronę to około 120 km, w sumie 240 km dziennie. Całość odbywa się we współpracy z regionem Hauts-de-France, obsługiwanym przez Transdev Hauts-de-France. Autobus BYD był ładowany dwa razy dziennie (w dzień i w nocy) na stacji ładowania BYD zlokalizowanej w zajezdni Cabaro, lokalnej filii Transdev, w centrum Beauvais. Test zaplanowano na trzy tygodnie, podczas których autobus powinien przejechać około 5000 km.
Maksymalna prędkość autobusu wynosi ok. 100 km/h.
Według producenta koszt przejechania 1 km wynosi 0,18$, zaletą ma być też możliwość wyeliminowania typowych kosztów serwisowania pojazdów w rodzaju diesli, hybryd i napędzanych CNG. Baterie mają wytrzymywać powyżej 4000 cykli.

## Źródła

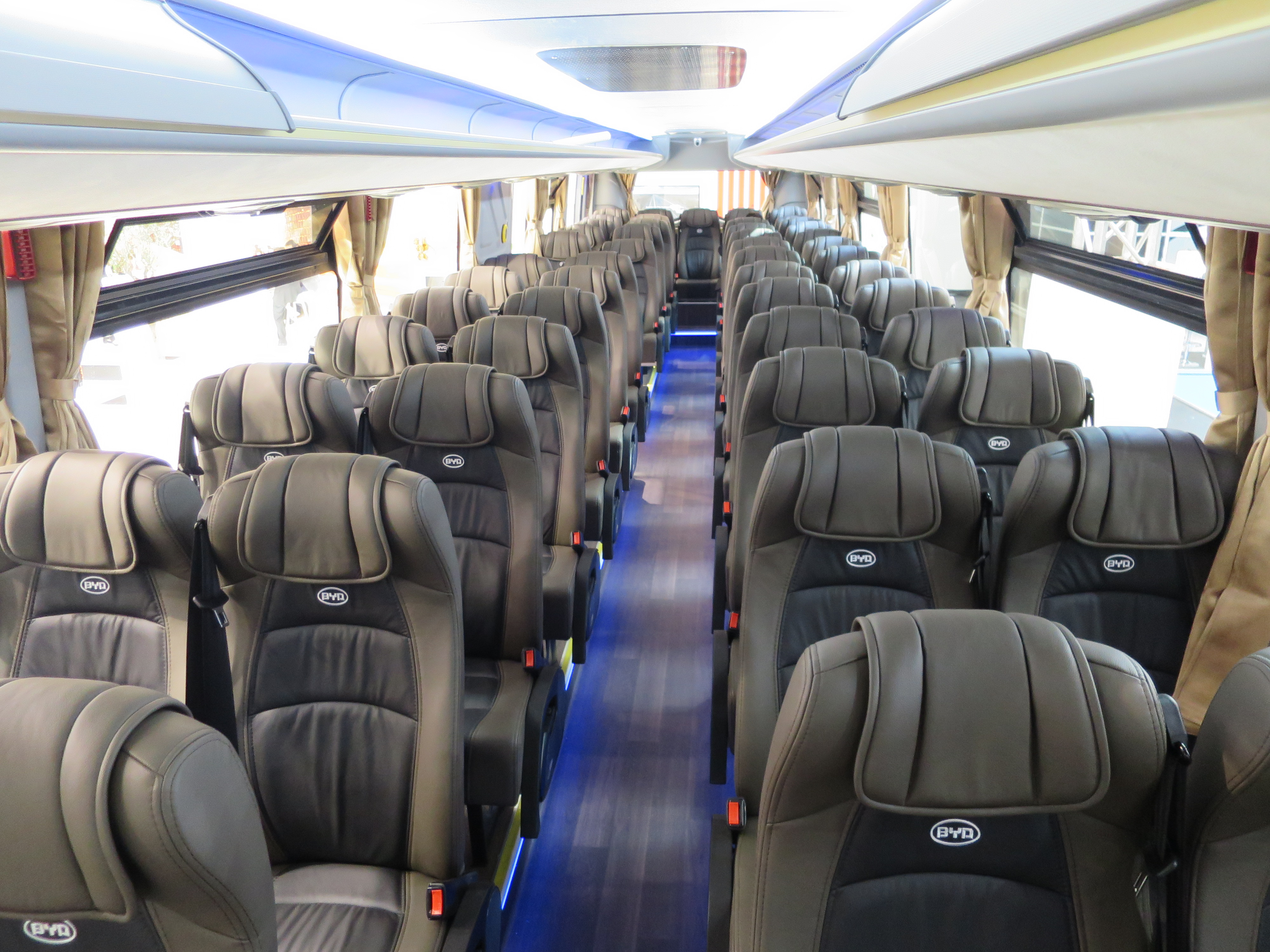
Wnętrze i miejsca siedzące pasażerów

- "BYD Claims Production of 10,000th Pure Electric Bus-news-www.chinabuses.org". www.chinabuses.org.
- BYD C9
- Specyfikacja według producenta